# Colégio Nossa Senhora do Rosário (Volta Redonda)
O Colégio Nossa Senhora do Rosário é uma escola brasileira localizada na cidade de Volta Redonda.
Tem como entidade mantenedora a Congregação das Escravas do Divino Coração, obra dedicada, à educação. Foi fundado em 1955 a pedido da diretoria da Companhia Siderúrgica Nacional (CSN) para atender a educação cristã das filhas dos funcionários. Iniciou suas atividades no bairro Jardim Paraíba enquanto era construído o prédio atual, o qual foi inaugurado em 1958, no bairro Sessenta.